# Euxoa incubita
Euxoa incubita là một loài bướm đêm trong họ Noctuidae.